# بودانیلکانتا
بودانیلکانتا (به لاتین: Budhanilkantha) یک شهرداری در نپال است که در بخش کاتماندو واقع شده‌است. بودانیلکانتا ۱۰۷٬۹۱۸ نفر جمعیت دارد.